# Niña amada mía (álbum)
Niña amada mía é um álbum de estúdio do cantor mexicano Alejandro Fernández.

## Tabela musical

### Álbum
| Ano  | Parada                            | Pico | Semanas na parada |
| ---- | --------------------------------- | ---- | ----------------- |
| 2003 | Billboard Regional Mexican Albums | 10   | 3                 |
| 2003 | Billboard Top Latin Albums        | 22   | 25                |

### Canções
| Ano  | Parada                      | Canção         | Pico | Semanas na parada |
| ---- | --------------------------- | -------------- | ---- | ----------------- |
| 2003 | Billboard Hot Latin Songs   | Niña Amada Mia | 17   | 18                |
| 2003 | Billboard Latin Pop Airplay | Niña Amada Mia | 9    | 26                |

## Certificações
| Ano  | Vendas  | Certificação |
| ---- | ------- | ------------ |
| 2003 | 150.000 | : platina    |